# Chandrakala A. Hate
Chandrakala A. Hate (* 12. September 1903 in Mumbai, Indien; † 1990 in ebenda) war eine indische Soziologin, Autorin, Feministin und Hochschullehrerin. Sie war Professorin für Soziologie an der SNDT Women’s University in Bombay und gründete 1975 die Organisation Kutumb Sakhi, um sozial benachteiligten Frauen zu einer Beschäftigung zu verhelfen.

## Leben und Werk
Hate wurde als Chandrakala Jagannath Murkute als Tochter von Lahanibai Murkute und ihrem Ehemann Jagannath geboren. Sie erwarb einen Master-Abschluss in Wirtschaftswissenschaften und promovierte in Soziologie bei dem Soziologen GS Ghurye. Ihre Dissertation galt als äußerst vorausschauend und befürwortete die Ausbildung von Frauen sowie die Erhöhung der Akzeptanz von Frauen. Die Arbeit wurde 1948 in Buchform veröffentlicht. Sie schrieb zu diesem Thema auch weiterhin Artikel und weitere Bücher.
Sie heiratete Anandrao Ramkrishna Hate, mit dem sie drei Kinder bekam. Nach der Heirat änderte sie ihren Namen in Chandrakala Anandara.
Sie lehrte als Professorin für Soziologie an der SNDT Women’s University in Bombay und gehörte mit der Soziologin Irawati Karve zu den ersten Frauen in der Soziologie in Indien. Sie gründete 1985 die Kutumbasakhi-Organisation für Frauen, um diese selbstständig zu machen. Diese erfolgreiche Initiative erreichte das Ziel mit dem Verkauf von Kleidung in einer Fabrik des Cricketspielers Vijay Merchant und dem Nähen von Saris. Um die Einnahmen zu verbessern, begann die Organisation mit dem Zubereiten und dem Verkauf von Snacks. Im Laufe der Jahre ist die Organisation im Geschäft mit Restaurants in Mumbai recht erfolgreich geworden und hat wiederum dazu beigetragen, dass viele Frauen eigenständiger wurden. Seit 2005 beschäftigte die Organisation rund 150 Frauen, von denen viele Witwen oder verlassene Frauen sind.
Sie starb 1990 in Mumbai an Speiseröhrenkrebs. Zu ihrer Erinnerung wurde ein Stadtplatz in Girgaon, Süd-Mumbai, Chandrakalabai Hotch genannt.

## Veröffentlichungen (Auswahl)
- Hindu Woman and Her Future, New Book Company, 1948.
- Changing status of woman in post-independence India, Bombay, Allied Publishers, 1969.
- Turn..? Whither...? To....?, Bharatiya Vidya Bhavan Mumbai, 1978.